# 安·沙利文
安妮·蘇利文·梅西（英語：Anne Sullivan Macy，1866年4月14日—1936年10月20日），本名：約翰娜（安）·曼斯菲爾德·沙利文·梅西（Johanna（Anne）Mansfield Sullivan Macy），美國身心障礙教育家，海倫·凱勒的老师。

## 生平
安妮·蘇利文在麻省漢登縣出生，六岁时母亲Alice去世，八岁时父亲Thomas也去世，她有个弟弟Jimmie和一个妹妹Mary。
五岁时由于沙眼使她双目近乎失明，但在一連串手術之後得以重見光明，並順利在柏金斯啟明學校进行學業。畢業後她于1887年来到海倫·凱勒家中成為了当时仅七岁的海倫·凱勒一生中最重要的啟蒙老師。
安妮·蘇利文後來於1905年5月2日與海倫·凱勒自傳的編輯哈佛大学的教师兼文学评论家約翰·阿爾伯特梅西（John Albert Macy，1877－1932）結婚。不过二人在一起生活了几年后婚姻出现破裂，1914年开始分居，虽然他们并没有正式离婚。
她与海倫·凱勒长期在一起生活、工作和旅行。1932年两人都被苏格兰的高等教育机构授予荣誉研究员职称。也都获得坦普尔大学授予的荣誉学位。
年老时由于用眼过度，安妮·蘇利文于逝世前一年1935年再次失去光明。70岁时昏迷了一阵后去世，當時海倫·凱勒一直握着她的手。当海倫·凱勒于1968年去世后，與海倫·凱勒的骨灰同位于华盛顿国家大教堂（Washington National）。

## 安妮·蘇利文的傳記

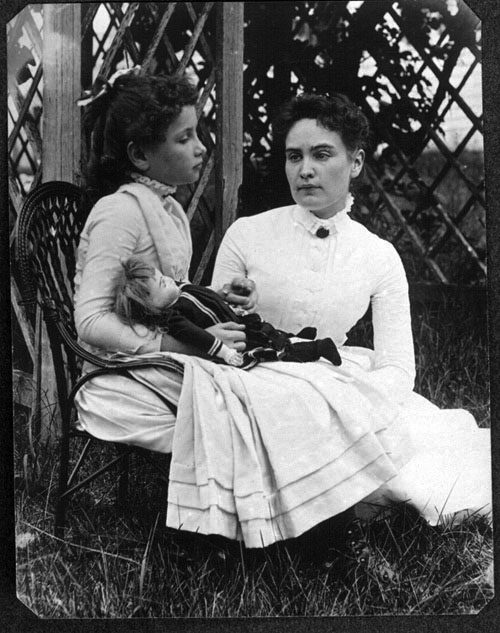
安·沙利文與海倫·凱勒.

- Anne Sullivan Macy Nella Braddy 1933年 Doubleday, Doran & Co. Random House出版。
- Helen and Teacher Joseph P. Lash 1980年，1997年重新發行。 ISBN 0891282890

## 外部連結
- 安妮·蘇利文小傳
- 英語安妮·蘇利文的個人檔案 (英語)
- imdb有關一套講述海倫·凱勒及安妮·蘇利文的電影 (英語)（页面存档备份，存于）